# Museo d'arte di Göteborg
Il Museo d'arte di Göteborg (Göteborgs konstmuseum) è un museo d'arte dell'omonima città svedese.

## Storia
Il museo d'arte di Göteborg venne progettato dall'architetto Sigfrid Ericson (1879-1958) per l'Esposizione di Göteborg del 1923 (Jubileumsutställningen i Göteborg), tenuta per celebrare il trecentesimo anniversario della città. Fra il 1966 e il 1968 venne aggiunta l'ala orientale della struttura, che fu progettata da Rune Falk (1926-2007).

## Descrizione
Il museo si trova nella piazza di Götaplatsen, in cima a Kungsportsavenyn, che è la strada principale della città. Si tratta di un tipico esempio di architettura nordica neoclassica, ed è composto da "mattoni di Göteborg", che sono stati spesso usati per costruire gli edifici della città svedese. Una delle aree di maggiore interesse della struttura è la galleria Fürstenberg, che si caratterizza per le sue molte decorazioni. Essa è dedicata all'omonimo filantropo e a sua moglie Göthilda.

## Opere
Il museo d'arte di Göteborg raccoglie alcune delle più importanti opere di artisti scandinavi della fine del XIX secolo, fra cui Tore Billing, P.S. Krøyer, Carl Larsson, Bruno Liljefors, Edvard Munch, Gustaf Cederström e Anders Zorn. Vi sono anche esemplari artistici di epoca antica e contemporanea, sia nordica che internazionale. Il museo conserva dipinti di Monet, Picasso e Rembrandt.

## Galleria d'immagini

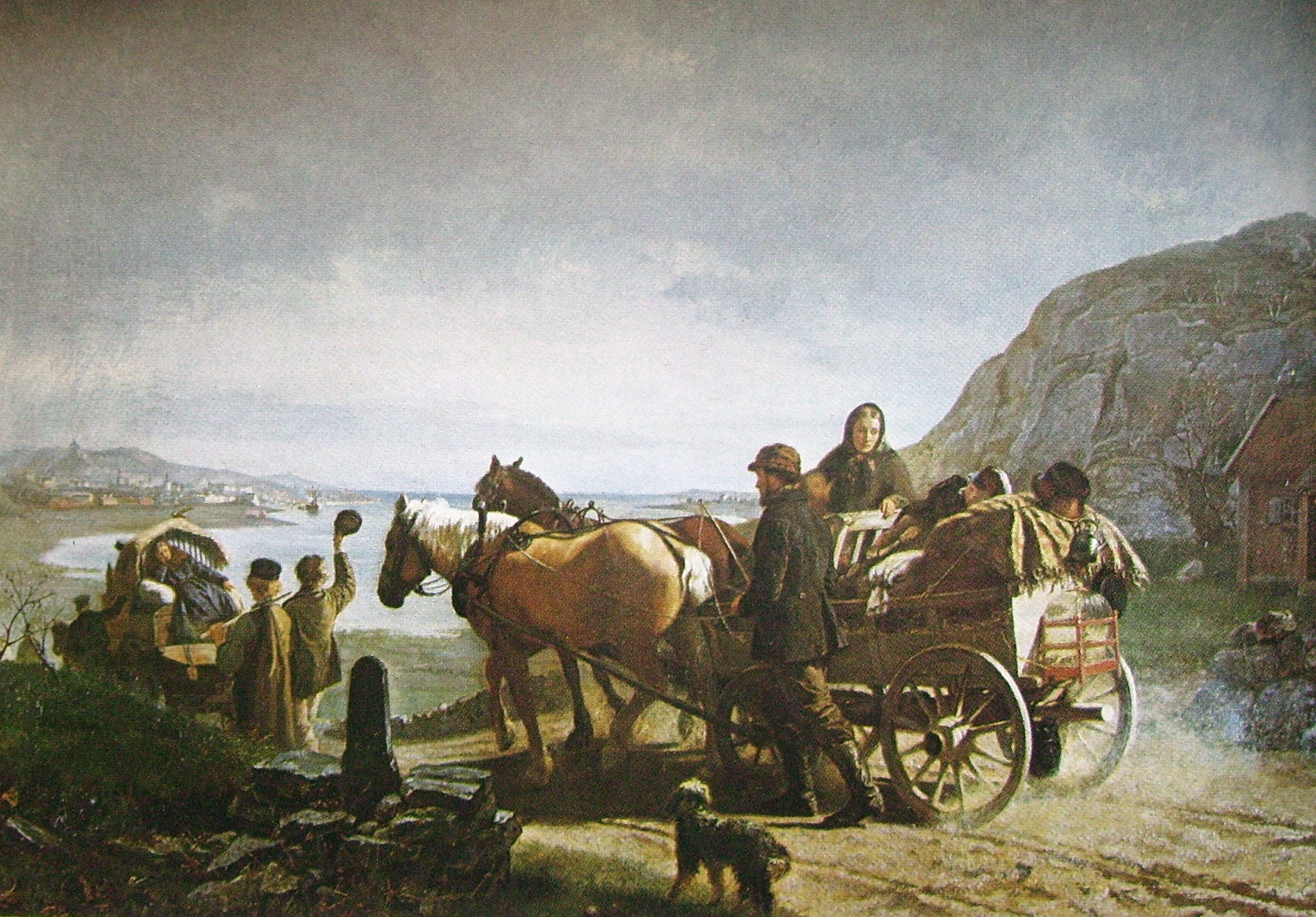
Emigration (1872), Geskel Saloman
Ute (1888), Anders Zorn
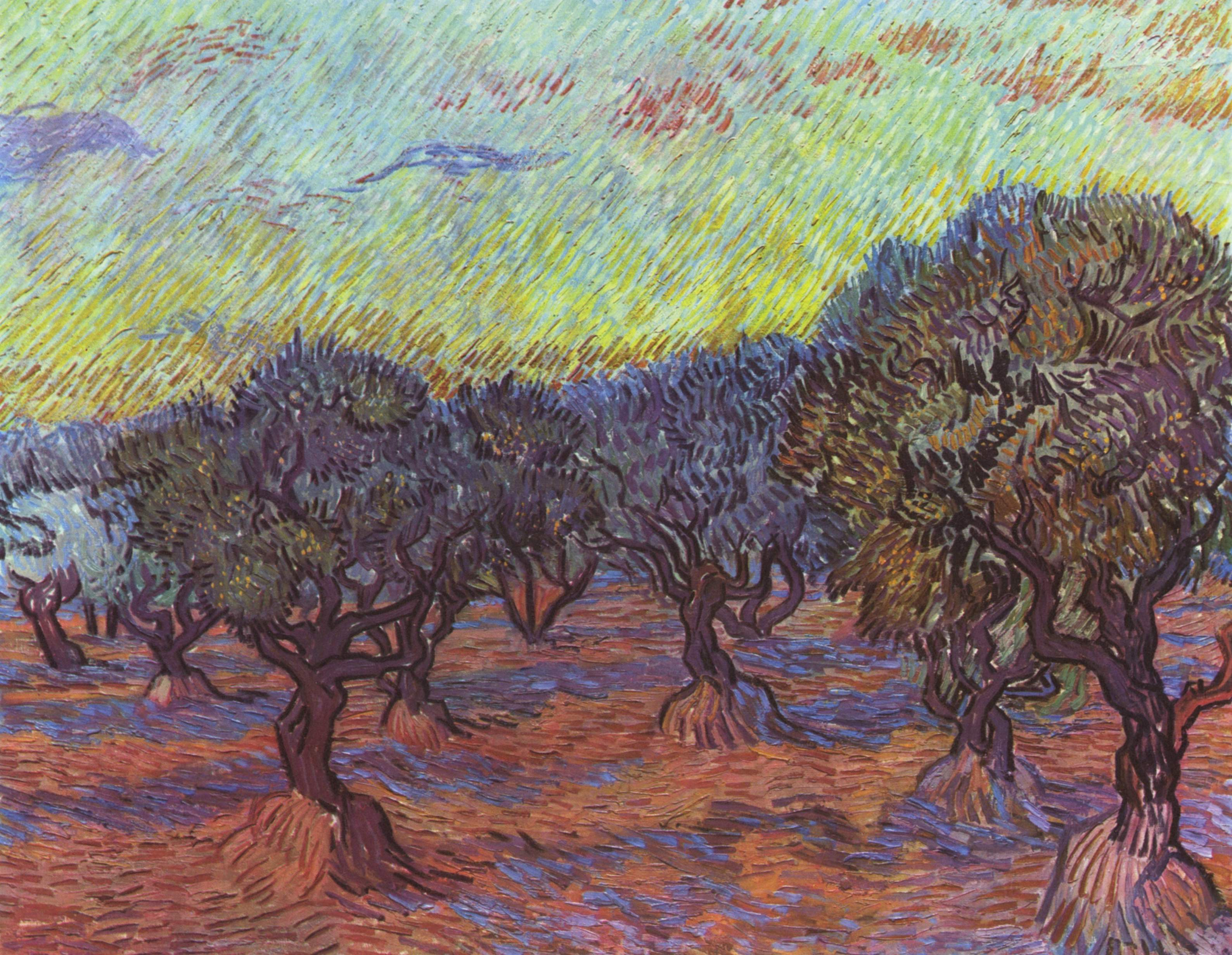
Gli ulivi (1889), Vincent Van Gogh
Katt på fågeljakt (1883), Bruno Liljefors
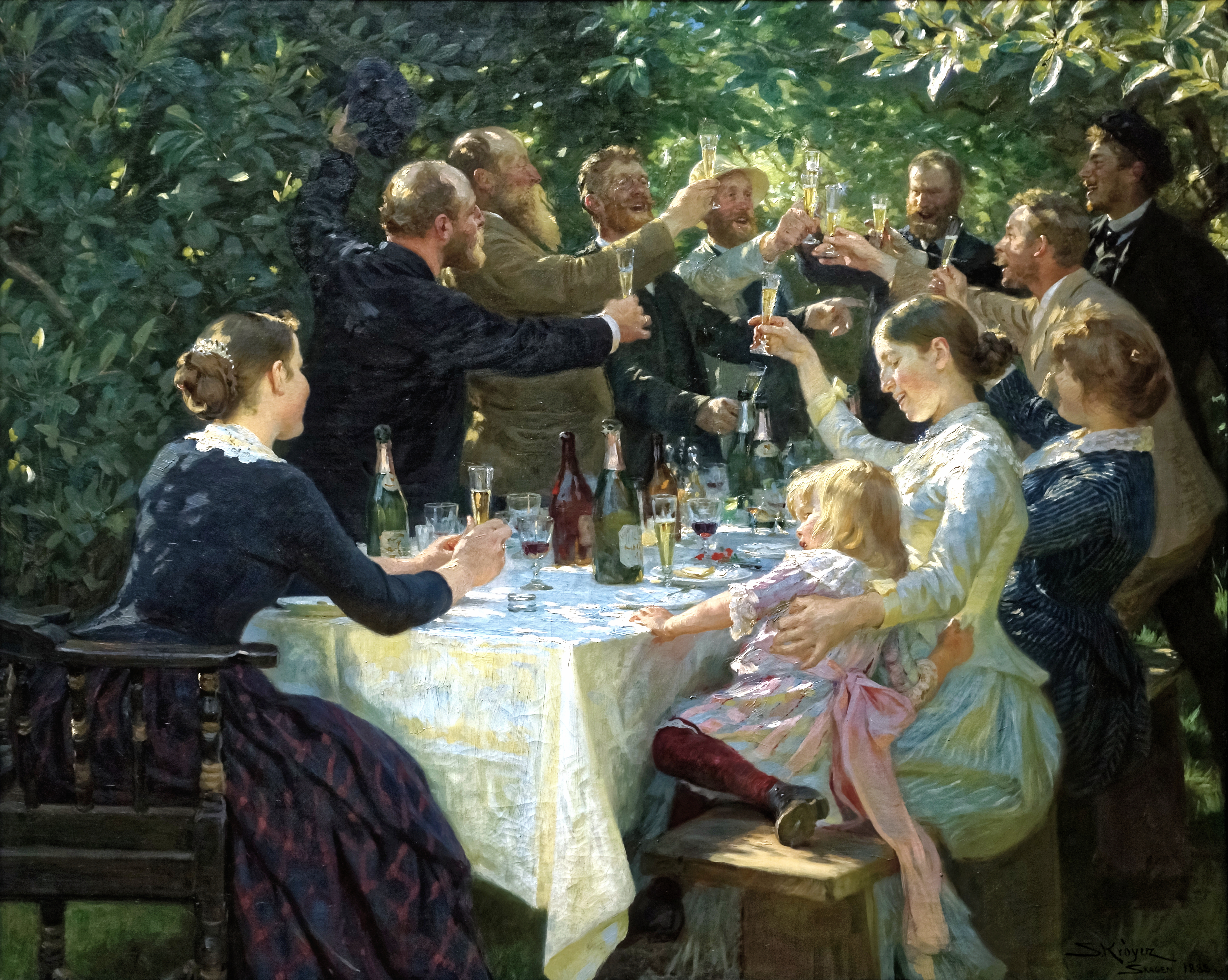
Hip, hip, urrà! (1888), Peder Severin Krøyer
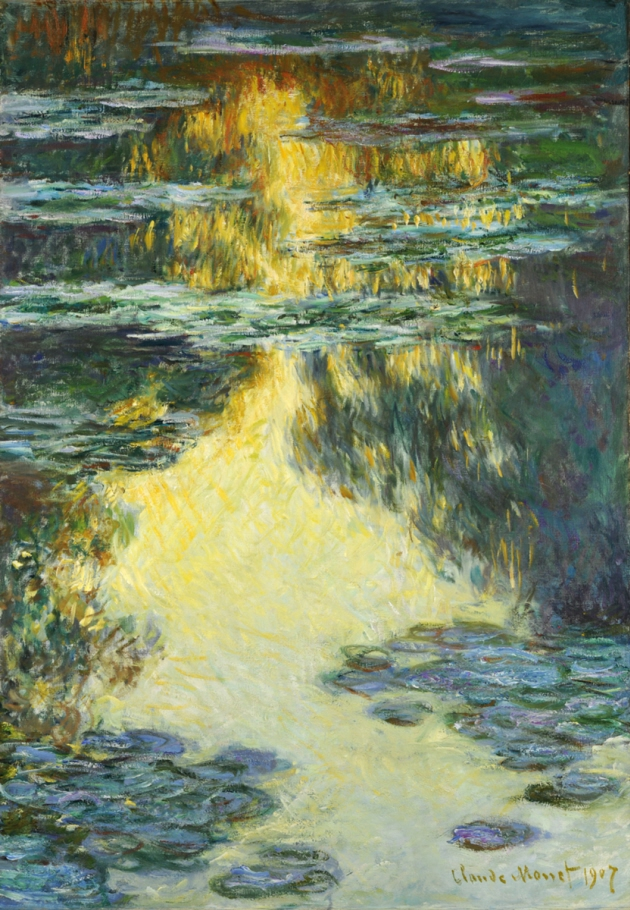
Ninfee (1907), Claude Monet